# Emprosthopharynx opisthoporus
Emprosthopharynx opisthoporus är en plattmaskart. Emprosthopharynx opisthoporus ingår i släktet Emprosthopharynx och familjen Emprosthoparnygidae. Inga underarter finns listade i Catalogue of Life.